# Griljering
Griljera, av franskans griller, av gril, halster, är att snabbt bereda (utsätta för värme) ett panerat födoämne (vanligen kött) i ugn eller panna.
Griljerad skinka är ett vanligt inslag på julbordet. När man griljerar skinka penslar man på ett lager senap blandat med ägg och ströbröd och steker den snabbt på hög temperatur i ugnen. Även andra matvaror kan griljeras.